# باول باسكرفيل
باول باسكرفيل (بالإنجليزية: Paul Baskerville)‏ هو صحفي بريطاني، ولد في 3 مارس 1961 في مانشستر في المملكة المتحدة.